# اقامتگاه جاسوسان
اقامتگاه جاسوسان (اسپانیایی: Residencia para espías‎) که با نام شاخ زرین هم شناخته می‌شود، یک فیلم جاسوسی اسپانیایی-آلمانی به کارگردانی خسوس فرانکو است که در سال ۱۹۶۶ منتشر شد.

## گزیدهٔ بازیگران
- ادی کنستانتین
- دیانا لوریس
- کریس اوئرتا
- لولا گائوس
- هوارد ورنون